# Mintonia mackiei
Mintonia mackiei là một loài nhện trong họ Salticidae.
Loài này thuộc chi Mintonia. Mintonia mackiei được Fred R. Wanless miêu tả năm 1984.